# 린다 셈브란트
린다 비르기타 셈브란트(스웨덴어: Linda Birgitta Sembrant, 1987년 5월 15일 ~ )는 스웨덴의 여자 축구 선수이다. 포지션은 수비수이며, 현재 이탈리아 세리에 A 펨미닐레의 유벤투스 소속이다.

## 클럽 경력
2004년부터 2007년까지 벨링에 IF에서 선수 생활을 하면서 다말스벤스칸 무대에 데뷔했으며 2006-07 시즌에는 잉글랜드의 여자 축구 클럽인 링컨 레이디스 FC(현재의 노츠 카운티 레이디스 FC)로 임대 이적했다. 2008년에는 AIK 포트볼로 이적했지만 AIK 포트볼은 2010 다말스벤스칸 시즌에서 하위 리그로 강등되고 만다.
2010년 11월에는 코파르베리/예테보리 FC로 이적했고 2011년에는 튀레쇠 FF로 이적했다. 2012 시즌에서는 튀레쇠 FF의 다말스벤스칸 우승에 기여했지만 시즌 막판에 부상을 당하면서 중도 하차했다. 2014년에 튀레쇠 FF가 재정난에 처하면서 프랑스 디비지옹 1 페미닌 소속 클럽인 몽펠리에 HSC로 이적했다. 2019년 7월에는 이탈리아 세리에 A 펨미닐레 소속 클럽인 유벤투스로 이적했다.

## 국가대표 경력
연령대별 스웨덴 여자 축구 국가대표팀에서 활약했으며 2008년 2월 12일에 열린 잉글랜드와의 키프로스컵 경기에 처음 출전하면서 스웨덴 여자 축구 국가대표팀 선수로 데뷔했다. 핀란드에서 개최된 UEFA 여자 유로 2009, 스웨덴에서 개최된 UEFA 여자 유로 2013은 부상으로 인해 참가하지 않았다.
독일에서 개최된 2011년 FIFA 여자 월드컵에서는 미국과의 조별 예선 경기, 프랑스와의 3·4위전 경기에 기용되었으며 스웨덴은 해당 대회에서 3위를 차지했다. 2012년 런던 하계 올림픽에서는 4경기에 모두 출전하여 스웨덴의 8강 진출에 기여했다. 2014년 11월 27일에 열린 캐나다와의 친선 경기에서 A매치 50경기 출전 기록을 수립했으며 스웨덴은 해당 경기에서 캐나다와 1-1 무승부를 기록했다.
캐나다에서 개최된 2015년 FIFA 여자 월드컵에 참가하여 나이지리아와의 조별 예선 경기, 미국과의 조별 예선 경기, 독일과의 16강전 경기에 기용되었으나 스웨덴은 독일과의 16강전 경기에서 패배하면서 탈락했다. 하지만 2015년 FIFA 여자 월드컵 16강전에서 탈락했던 유럽 팀인 노르웨이, 네덜란드, 스위스와의 올림픽 여자 축구 유럽 지역 최종 예선 경기에서 모두 출전하여 스웨덴의 올림픽 여자 축구 본선 진출에 기여했다. 2016년 리우데자네이루 하계 올림픽에서는 5경기에 출전하여 스웨덴의 여자 축구 은메달에 기여했다.
네덜란드에서 개최된 UEFA 여자 유로 2017에서는 4경기에 모두 출전했는데 스웨덴은 네덜란드와의 8강전 경기에서 패배하면서 탈락했다. 2018년 9월 4일에 열린 덴마크와의 2019년 FIFA 여자 월드컵 유럽 지역 예선 원정 경기에서 A매치 100경기 출전 기록을 수립했으며 스웨덴은 해당 경기에서 덴마크에 1-0 승리를 기록하면서 2019년 FIFA 여자 월드컵 본선에 진출했다. 프랑스에서 개최된 2019년 FIFA 여자 월드컵에서는 본선 7경기에 모두 출전하여 스웨덴이 3위를 차지하는 데에 기여했다.

## 수상

### 클럽
코파르베리/예테보리 FC
- 여자 스벤스카 쿠펜 1회 우승 (2011)

튀레쇠 FF
- 다말스벤스칸 1회 우승 (2012)

### 국가대표
- 2016년 리우데자네이루 하계 올림픽 여자 축구 은메달
- 2019년 FIFA 여자 월드컵 3위